# Still Corners
Gli Still Corners sono un gruppo musicale inglese composto da Greg Hughes (polistrumentista e produttore) e Tessa Murray (voce).

## Storia
Il gruppo, formatosi a Londra, ha firmato nel 2011 un contratto con la Sub Pop Records. Nello stesso anno è uscito l'album di debutto, Creatures of an Hours.
Nell'ottobre 2012 è stato distribuito il singolo Fireflies. Nel maggio 2013 è stato pubblicato il secondo album, ossia Strange Pleasures.
Nel 2016 è stato pubblicato il terzo album, Dead Blue, con la casa discografica da loro fondata Wrecking Light Records.
Il 17 Agosto 2018 è uscito il quarto album Slow Air preceduto dai singoli Black Lagoon, The Photograph e The Message.

## Formazione
- Tessa Murray - voce
- Greg Hughes - polistrumentista, produttore

## Discografia

### Album studio
- 2011 - Creatures of an Hour (Sub Pop Records)
- 2013 - Strange Pleasures (Sub Pop Records)
- 2016 - Dead Blue (Wrecking Light Records)
- 2018 - Slow Air  (Wrecking Light Records)
- 2021 - The Last Exit (Wrecking Light Records)
- 2024 - Dream Talk

### Singoli ed EP
- 2007 - Remember Pepper?
- 2010 - Don't Fall in Love/Wish
- 2011 - Cuckoo
- 2012 - Fireflies
- 2018 - Black Lagoon
- 2018 - The Photograph
- 2018 - The Message
- 2019 - The Calvary Cross (Richard Thompson cover)
- 2020 - Crying
- 2020 - The Last Exit
- 2021 - White Sands